# دره شو
دره شو (به لاتین: Darreh-ye Shu) یک منطقهٔ مسکونی در افغانستان است که در ولایت بغلان واقع شده‌است.